# Návrat Rámy
Návrat Rámy (v anglickém originále Rama II) je sci-fi román britského spisovatele A. C. Clarka a amerického autora Gentryho Lee. Román je součástí knižní série Ráma o mimozemské kosmické lodi prolétávající Sluneční soustavou. V angličtině kniha vyšla roku 1989, v češtině v nakladatelství Baronet v roce 1994. Překladatelem knihy je Martin Verner.

## Námět
Poté, co kosmická loď Ráma v předchozím dílu opustila Sluneční soustavu, dospěli vědci na Zemi k názoru, že by měly následovat ještě další dvě kosmické lodi stejného typu. K tomuto závěru dospěli na základě dat získaných během průzkumu předchozí lodi. Všechny systémy plavidla byly totiž vyvedeny třikrát. Nabízel se tak logický závěr, že by třikrát měla existovat i samotná kosmická loď. Za 70 let od první návštěvy se skutečně podaří objevit další přilétající plavidlo a je sestavena nová skupina výzkumníků, kteří mají návštěvníka prozkoumat.

## Obsah

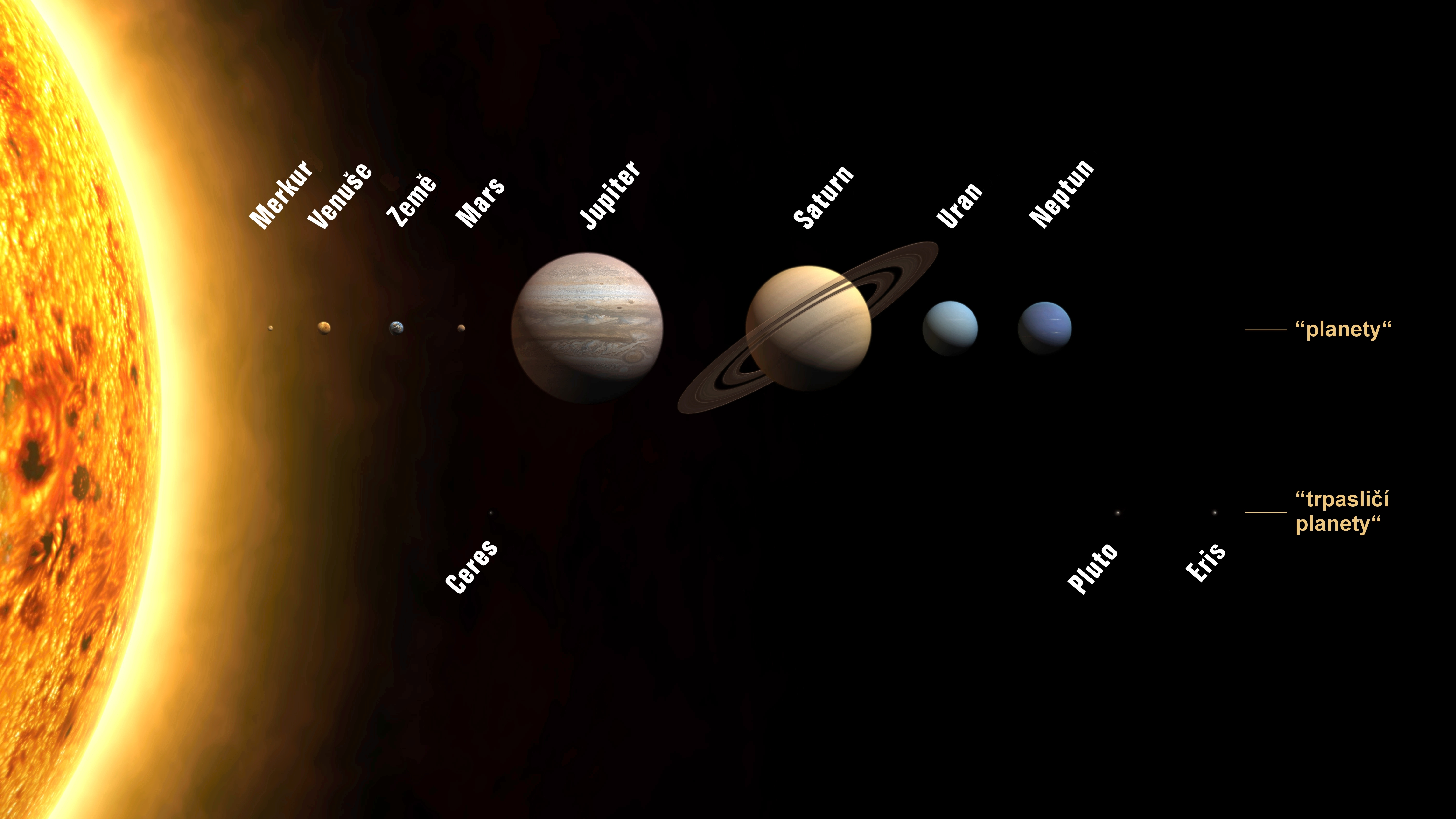
Planety a trpasličí planety sluneční soustavy. Velikost objektů je v měřítku, vzdálenosti mezi nimi nikoliv.

Děj románu začíná zhruba 50 let po návštěvě první lodi Ráma v naší Sluneční soustavě. Tato první návštěva přiměla lidstvo k vybudování obrovského teleskopu na oběžné dráze Země a to tak velkého, že byl schopen kosmické plavidlo, podobné prvnímu Rámovi, objevit o mnoho let dopředu, než se vůbec naší Sluneční soustavě přiblíží. Vědci se totiž domnívali, že vzhledem k tomu, že vše bylo v lodi Ráma I vybudováno třikrát, lze očekávat, že budou za touto lodí následovat ještě dvě lodi stejného typu. Bohužel jak čas ubíhal, vyprchával i prvotní optimismus a lidstvo se navíc muselo začít zabývat naléhavějším problémem, a to globální ekonomickou krizí, jež přerostla v totální chaos. Tomuto úseku lidských dějin se později začalo říkat Velký chaos a globální světová ekonomika se z něj jen pozvolna vzpamatovávala. Hluboké ekonomické problémy lidstva se také projevily razantním úbytkem financí věnovaných na kosmický výzkum a to vedlo mimo jiné k zániku kolonií na planetách jako byl Mars a také k odstavení již zmiňovaného obřího teleskopu s názvem Excalibur. V době, kdy se již na loď Ráma téměř zapomnělo, se začala ekonomika Země již vzpamatovávat natolik, že byl obnoven i provoz některých vědeckých projektů a mezi nimi i teleskopu Excalibur. Díky tomu byla skutečně objevena očekávaná loď Ráma II a lidstvo (které v oblasti kosmu zastupovala organizace Mezinárodní vesmírná služba (MVS)) soustředilo veškeré finanční, technické i lidské zdroje k tomu, aby bylo na následující setkání připraveno.
Po pečlivém výběru je shromážděna budoucí posádka, která je složena nejen z lidí různých národností, ale i z vojáků a civilistů. Členy expedice jsou jmenováni Valerij Borzov – vojenský velitel expedice, Otto Heilmann – voják, Michael Ryan O'Toole – voják, Irina Turgeněvová – pilotka, Hiro Jamanaka – pilot, Janos Tabori – astronaut, Šigeru Takagiši – vědec, David Brown – vědec, Richard Wakefield – elektroinženýr a Nicole des Jardinsová – bioložka. Aby byl ukojen hlad veřejnosti po informacích (a také zdůvodněn obrovský tok peněz do tohoto projektu), jsou členy posádky také novináři Francesca Sabatiniová a Reggie Wilson.
Je zahájen pečlivý trénink posádky, aby mohla provést přistání a průzkum přilétající lodi. Ale již od samého počátku se mezi členy expedice objevují určité neshody a problémy. Ke vzniku problémů mezi členy posádky přispívá zvláště Francesca Sabatiniová, a to nejen svojí novinářskou vlezlostí, ale i flirtem s mužskou částí osazenstva budoucí expedice. Jedinému členu posádky, kterému se prozatím daří odolat nájezdu novinářů, je bioložka Nicole. Francesca se o ní a jejím soukromí snaží vyšťourat podrobnosti. Zvláště ji zajímá Nicolina dcera, o jejímž otci není nic známo a kterého Nicole úzkostlivě tají. Před odletem posádky do výcvikového střediska NOD-3 (nízká oběžná dráha), kde má proběhnout závěrečná fáze výcviku, pozve Francesca účastníky expedice na večírek na rozloučenou. Přes odpor některých členů týmu se podaří Francesce prosadit u kapitána mise povinnou účast pro členy posádky díky dosti nevybíravému útoku na kapitánovo soukromí.
Přípravy na odlet pokračují a Nicole informuje členy posádky o novince, která bude během mise použita a usnadní jí monitoring zdravotního stavu výzkumníků. Jedná se o sadu biometrických sond, které se aplikují nitrožilně do těla každého člena výpravy a budou průběžně sledovat a shromažďovat důležitá lékařská data. Předtím, než ale dojde k odletu a také onomu večírku, dostanou členové expedice dovolenou. Nicole se chystá na lyže, ale před tím, než odjede si ještě prochází záznamy, které pořídila pomocí biometrických sond v tělech astronautů. Všechny hodnoty jsou v normě, až na doktora Takagišiho. U něj Nicole najde známky srdeční arytmie. Nejprve se samozřejmě domnívá, že je to vinou sond a obrací se na autora systému o radu. Když ji ale ujistí, že je systém v nejlepším pořádku, obrátí se Nicole přímo na doktora Takagišiho. Ten ji požádá o osobní schůzku v Japonsku, aby jí celou věc vysvětlil. Nicole tedy odletí do Japonska a dozví se, že se doktor Takagiši dopustil malého podvodu (má totiž od dětství určitou srdeční vadu) a že během lékařských testů, kterými uchazeči o členství v expedici procházeli, použil jistou drogu, která jeho zdravotní problémy zakryla. Ujišťuje Nicole, že se jedná o bezvýznamnou záležitost a ta mu slíbí, že o věci pomlčí.

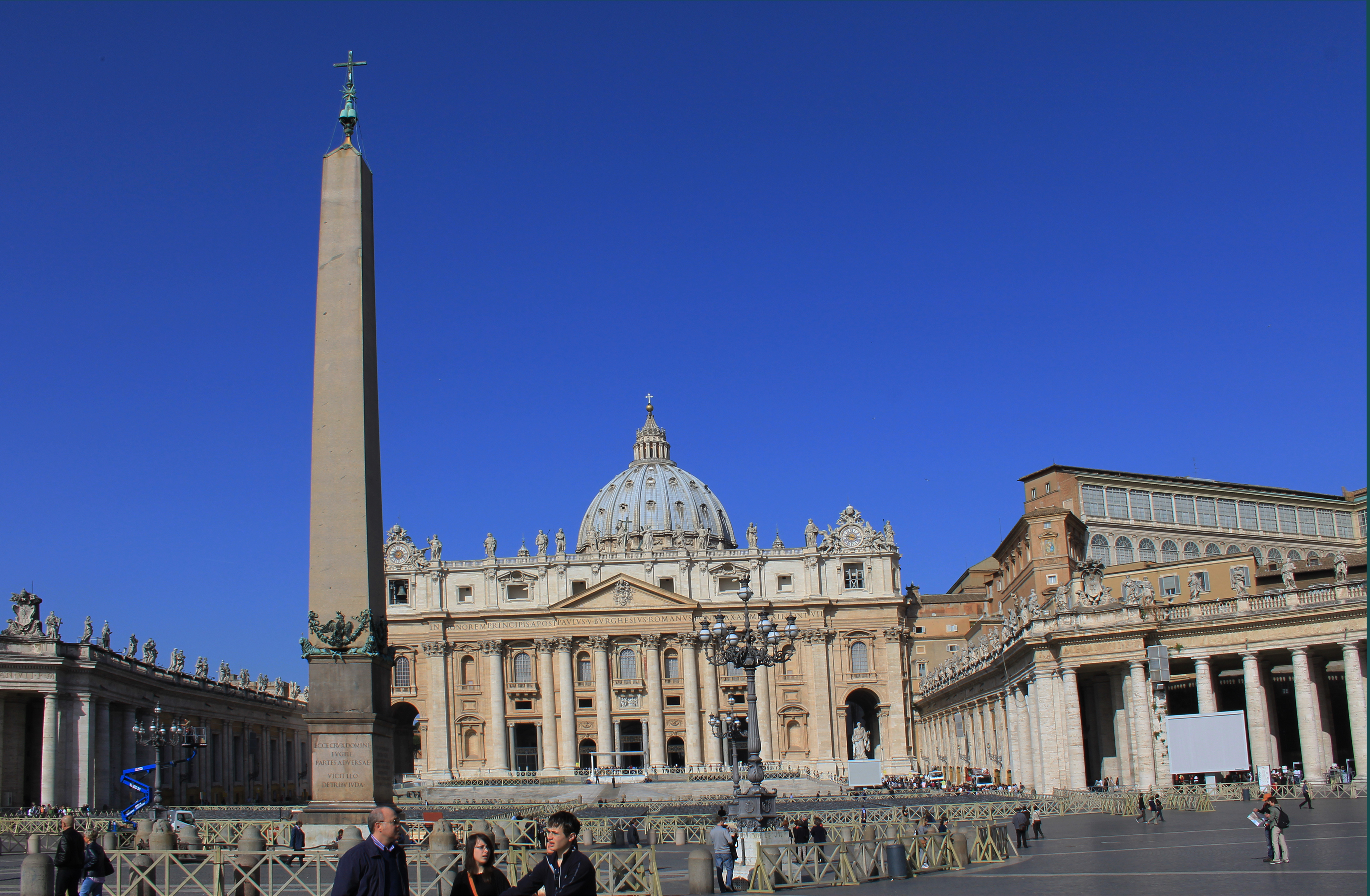
Chrám sv. Petra ve Vatikánu.

 Generál O'Toole mezitím odjíždí do Vatikánu, aby se setkal s papežem a prodiskutoval s ním teologickou stránku nadcházející výpravy. Je totiž hluboce věřícím katolíkem. Generál O'Toole odchází od papeže spokojen a potěšen, že mají s papežem na loď mimozemšťanů stejný názor. Poté, co generál opustil papežský palác, zamířil ještě k památníku svatého Michaela ze Sieny, který se významným způsobem zapsal do dějin svojí snahou o vyvedení lidstva z krize (zvané Velký chaos) a který byl umučen, jelikož se stal nepohodlným tehdy vládnoucím pohlavárům.
Děj se vrací opět k Nicole, která se chystá na povinný večírek. Konečně nastane jeho čas a Nicole se neochotně dá odvézt na místo jeho konání. Program jí nepřipadá nijak moc zábavný a tak se uchyluje do ústraní a čeká, kdy už bude konec. Tuto nudu jí na chvíli zpříjemní pouze Richard Wakefield, který se k ní připojuje na kus řeči. Nicole se snaží být nenápadná a pokud možno mimo hlavní dění, ale i přesto se k ní propracuje Francesca, která velmi usiluje o interview s Nicole. Možná je to vypitým alkoholem, ale Nicole nakonec k rozhovoru svolí. Zpočátku se rozhovor točí kolem nevinných témat, ale pak Francesca zaútočí na Nicolin osobní život a snaží se zjistit podrobnosti o otci její dcery, kterého Nicole úzkostlivě tají. Jakmile k tomu dochází, Nicole rozhovor ukončí a odchází. Mezitím ostatní pijí další alkohol, který způsobí další nepříjemnost, a to konflikt mezi Reggie Wilsonem a Davidem Brownem. Středem konfliktu je, jak jinak, žena. Nicole se podaří z davu vyklouznout a večírek opouští.
Poté, co se Nicole podařilo vrátit na hotel, dočká se dalšího překvapení, když ji navštíví šaman jejího domorodého kmene Omeh. Oznamuje jí, že ji během připravované expedice čeká mnoho nebezpečí a že její potomci budou rozptýlení mezi hvězdami. Dále jí věnuje kámen a ampulku s vodou z Jezera moudrosti s tím, že jí tyto věci jednou přijdou vhod a že sama pozná, kdy je použít. Aby překvapením nebyl konec, Nicole obdrží pozvání na schůzku od Henryho (nyní Anglického krále), který s ní strávil kdysi jednu noc a stal se tak otcem Nicoliny dcery. Nicole chvíli váhá (neřekla totiž Henrymu, že je otcem její dcery), ale pak se rozhodne vyhovět. Henry jí věnuje datovou kostku s kompletními osobními záznamy o každém členu posádky expedice – pro všechny případy.
Konečně je expedice na cestě a loď Newton úspěšně přistane na povrchu lodi Ráma II. Všechno jede podle plánu a také se všechno zdá být identické s lodí Ráma I, která kdysi proletěla naší Sluneční soustavou. Kapitán lodi plánuje první výstup do lodi Ráma II a konzultuje budoucí složení týmů s Nicole. Ta mu ale nedoporučí zařazovat Wilsona a Browna do jednoho týmu s odkazem na incident, který se udál před odletem na Zemi. Kapitán s jejím návrhem souhlasí, jelikož se to shoduje i s jeho osobním názorem. Když Nicole opustí kapitánovu pracovnu a vrací se do své kajuty, zahlédne na konci chodby světlo. Jde se podívat, co se tam děje a zjistí, že se Francesca vloupala do jejího skladu léčiv a snaží se ukrást preparát vyvolávající potrat. Nicole na ni uhodí a Francesca se přizná, že je těhotná, ale že se chce tohoto nechtěného těhotenství zbavit. Nicole se jí zželí a pomůže jí a dokonce tento incident ani nikomu nenahlásí. Vyklíčí v ní ale zatím jen nejasné podezření, že se na lodi dějí nějaké nekalé praktiky.
Dochází k dalším konfliktům mezi členy posádky a velitelem. Důvodem je tentokrát rozpis týmů. Nicméně i přes tyto potíže posádka pokračuje v misi a buduje uvnitř lodi Ráma II komunikační stanice a lanovou dráhu, která má průzkumníků usnadnit dopravu materiálu a osob mezi povrchem Rámy a lodí Newton.